# Olivier L. Brunet
 (novembre 2011).
Pour les articles homonymes, voir Lefèvre.
Olivier L. Brunet, né Olivier Lefèvre à Rouen le 20 mai 1960[réf. nécessaire], est un réalisateur français.

## Biographie
Après une première carrière dans les industries techniques du cinéma (laboratoires, post-production, effets spéciaux), Olivier L. Brunet cofonde le laboratoire Arane-Gulliver (Clichy) en 2000, puis se consacre entièrement à la réalisation à partir de 2001.
Il a été président de la Chambre syndicale des trucages et effets spéciaux de la FICAM (1996-98) et juré de la 20e Caméra d'or au 50e Festival International du Film de Cannes 1997.
Il a été également professeur (2000-2008) et responsable du département cinéma (2008-2009) au Cours Florent.

## Filmographie
Fictions
- 1992 : Le Baptême de Julien, c.m.[Quoi ?]
- 1995 : Pierres et Claude, c.m., coréalisé avec Claude Duty
- 1999 : Le Mariage de Fanny, c.m. tourné en 70 mm
- 2003 : Choisy-le-Roi, 1949, c.m.
- 2005 : La Bataille de France, c.m.
- 2006 : Le Passé recomposé, série en 24 épisodes coécrite avec Christian Clères et multi-diffusée sur France 3
- 2007 : Tu peux ne pas du tout penser à moi, c.m., coréalisé avec Ina Mihalache

Montage
- 2016 : Solange et les Vivants, d'Ina Mihalache

Documentaires
- 2003 : Derrière la foule sentimentale
- 2004 : La Tentation de croire
- 2006 : Le Plaisir d’exister
- 2006 : Mercredi 14h
- 2007 : Retrouver le goût
- 2007 : Naître de nouveau
- 2008 : La Moitié du paradis
- 2008 : Signes de l'espérance
- 2009 : Les Silences de Maurice Zundel
- 2009 : Le Regard qui fait vivre
- 2010 : Ultreïa !
- 2011 : La Beauté du geste
- 2011 : EtrangesAffaires.com : Les Vedettes de Cherbourg, avec Ina Mihalache dans le rôle de Sasha Maréchal.
- 2012 : La femme qui a tout compris
- 2013 : EtrangesAffaires.com : L'affaire des missiles Exocet - Malouines 1982, avec Ina Mihalache dans le rôle de Sasha Maréchal

Formats spéciaux, muséographie
- 2008 : De Gaulle, une biographie, fresque multi-écran projetée en continu à l'Historial De Gaulle des Invalides.
- 2015 : Le procès du procès de Jeanne d'Arc, pour l'Historial Jeanne d'Arc de Rouen
- 2016 : Cité du Vin de Bordeaux
- 2016 : Sites éternels, exposition temporaire au Grand Palais
- 2017 : Musée Guerre et Paix en Ardennes
- 2018 : Canal de Suez et Cités Millénaires, expositions temporaires à l'Institut du Monde Arabe
- 2019 : La Cité de la Mer de Cherbourg, nouvelle exposition permanente